# Хлібопекарна промисловість
Хлібопека́рна промисло́вість — одна з найбільших галузей харчової промисловості, підприємства якої виробляють різні види хлібопекарних виробів із продовольчого борошна (хліб та булки різних сортів, пиріжки, борошнисті кондитерські печива тощо).
До початку 1920-х років в Україні хлібопекарна промисловість властиво не існувала.
Потреби маси населення у хлібопекарних виробах задовольнялося переважно домашнім виготовленням їх. Пекарні, що діяли головним чином у великих та середніх містах були дрібні, основані на ручній праці кустарні підприємства.
Потужна високомеханізована хлібопекарна промисловість постала за перших п'ятирічок. Перший великий хлібозавод було збудовано в Одесі в 1930 році. Пізніше введено в дію хлібозаводи в Києві, Харкові, майже в усіх містах Донбасу та інших промислових центрах УРСР.
| Рік  | Виробів на душу населення, кг | К-сть підприємств |
| ---- | ----------------------------- | ----------------- |
| 1913 | 2                             | ×                 |
| 1940 | понад 100                     | ×                 |
| 1970 | ×                             | 1 701             |

У 1940 році в Україні промислове випікання хлібопекарних виробів на душу населення становило понад 100 кг (1913 рік — 2 кг). Хлібопекарна промисловість була другою щодо значення галуззю харчової промисловості та становила 17,5 % її продукції в 1940 році. Згодом її частка зменшилася, хоча виробництво збільшилося. Загалом в Україні в 1970 році налічувалося 1701 підприємств хлібопекарної промисловості, у тому числі в системі Міністерства харчової промисловості УРСР — 534, Укоопспілки — 1067, інших організацій і відомств — 100.
В Україні 1970 року було виготовлено 6691 тис. тонн хліба і хлібопекарних виробів (станом на 1940 рік — 4099 кг). Рівень механізації в хлібопекарній промисловості становить близько 80 %.